# Modelista
Modelista é a pessoa responsável pela elaboração dos moldes, tanto de calçados quanto de roupas, estes moldes para a produção em série são fundamentais para todos as etapas posteriores do processo produtivo. 
Hoje, com a modernidade, esta atividade se tornou totalmente digital, a qual utiliza-se ferramentas chamada de CAD/CAM tendo seu principal  foco (para calçados) na região sul, principalmente Novo Hamburgo, onde existe uma escola Técnica de Calçados. 
Para calçados o processo consiste em envolver a forma com uma fita crepe, ou qualquer outro material, por exemplo papel, desenha-se o modelo e após isso, retira-se esta fita da forma, e planifica sobre uma cartolina. Da-se os aumentos necessários (margens para costura)para que se possa montar o sapato, dando origem ao que chamamos de peças.
Para vestuário os moldes podem ser feitos por simples cópia, Moulage, ou Geométrica, tendo na primeira e última o CAD como grande instrumento para o profissional do ramo.